# ع الرصيف (مسرحية)
«ع الرصيف» هي مسرحية سياسية ساخرة تأليف نهاد جاد واخراج جلال الشرقاوي. أول عرض للمسرحية كان في 28 مايو 1987م. المسرحية بطولة: سهير البابلي، أحمد بدير، حسن حسني، حسن عابدين، فؤاد خليل، مها عطية، وفاء مكي، عايدة فهمي، سلوى محمد علي وصبحي خليل.
تدور أحداث المسرحية حول «صفية» (سهير البابلي) مدرسة اللغة العربيه وزوجها «عبد الصبور» (حسن حسني) العضو في حزب سياسي، حيث تسافر «صفية» للعمل في الكويت بأمر من زوجها لجمع المال اللازم لبناء بيت الزوجية. لكن لدى عودتها تفاجأ بأنه قد تزوج من امرأه أخرى بعد أن سرق مالها وهدم منزلها لبناء منزل لزوجته الجديدة وذلك بمساعدة أحد تجار العملة «بليه» (أحمد بدير) الذي يساعده في أعماله المشبوهه فتضطر للعيش على الرصيف امام منزلها القديم مطالبة بحقها الذي سلب، وتقابل مستشار سابق «كمال» (حسن عابدين) تكتشف إنه كان يعيش معها في نفس الحي فيقرر أن يقف بجانبها ومساعدتها في استرداد حقها والتخلص من ظلم زوجها السابق.